# 梅埃塔古塞鄉

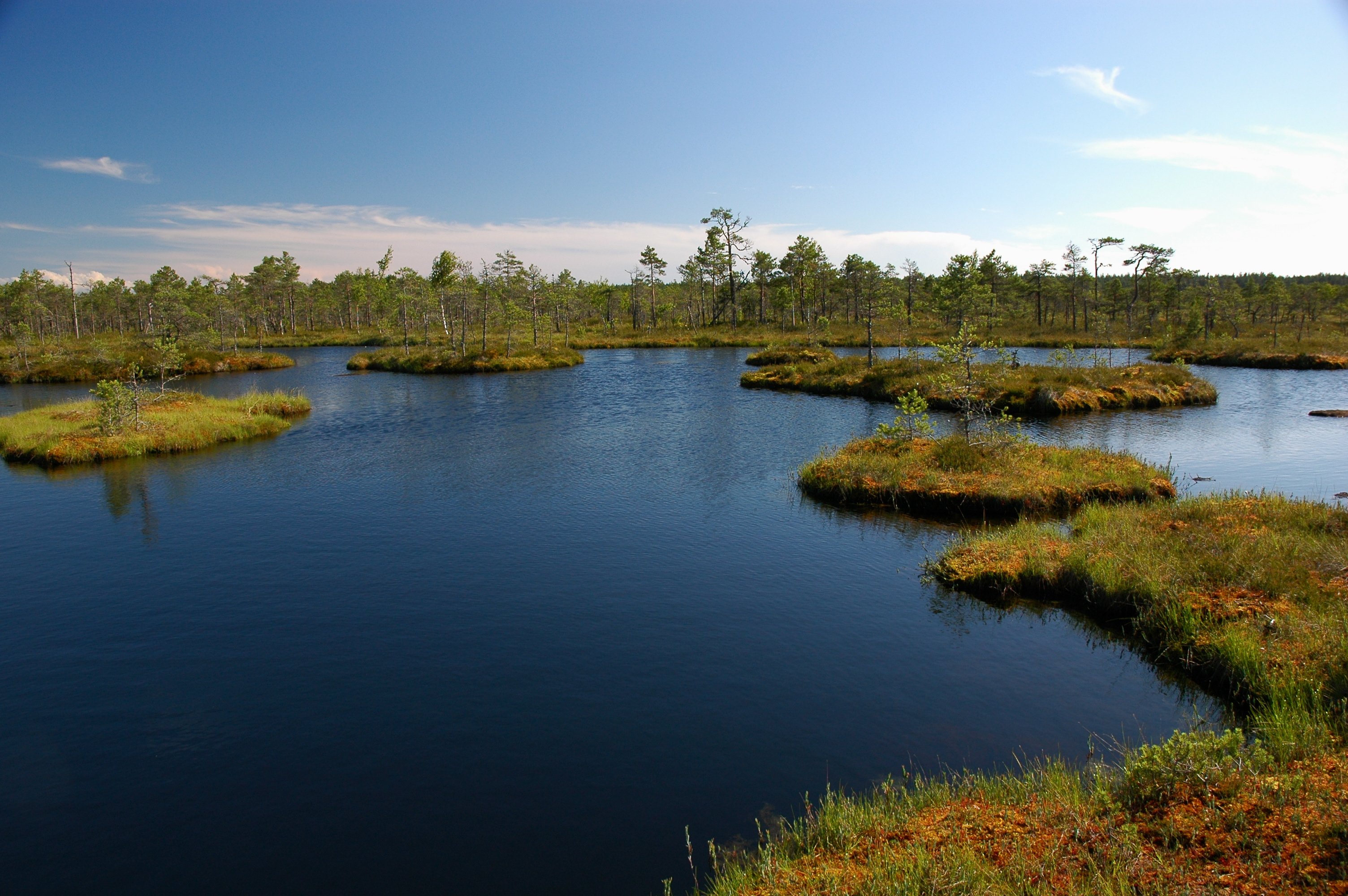

梅埃塔古塞鄉，曾是愛沙尼亞東維魯縣的一個鄉村型市镇，位於該國東北部，行政中心設於梅埃塔古塞，面積285平方公里，2005年人口1,556，人口密度每平方公里6人。
2017年爱沙尼亚行政改革后，梅埃塔古塞市镇与其他市镇一起合并为新的阿卢塔古塞市镇。
59°14′N 27°16′E / 59.233°N 27.267°E